# 中国发展研究基金会

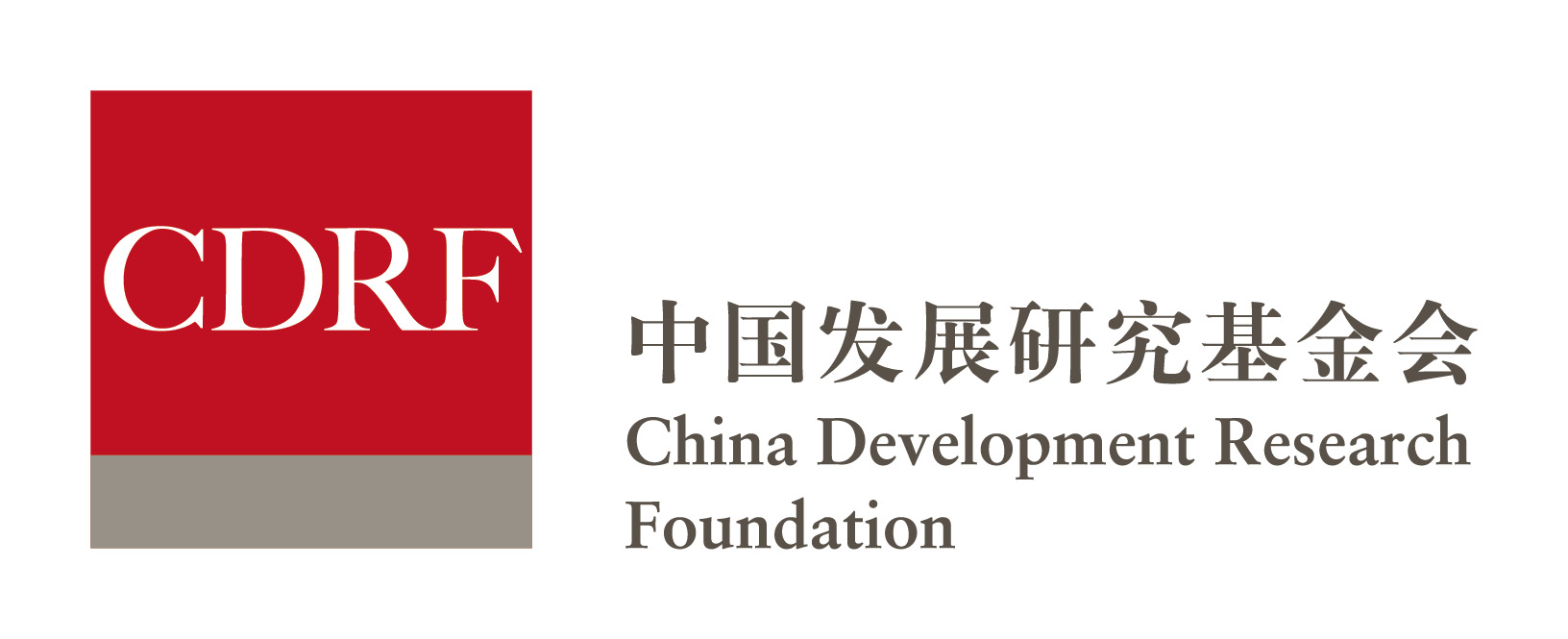

中国发展研究基金会是由国务院发展研究中心发起成立的全国性、非营利性公募基金会，1997年11月27日成立。